# Капа'ау
Капа'ау (енгл. Kapaau) насељено је место за статистичке потребе у америчкој савезној држави Хаваји. По попису становништва из 2010. у њему је живело 1.734 становника.

## Демографија
Према попису становништва из 2010. у граду је живело 1.734 становника, што је 575 (49,6%) становника више него 2000. године.
| Група             | 2000.       | 2010.       |
| Белци             | 224 (19,3%) | 333 (19,2%) |
| Афроамериканци    | 1 (0,1%)    | 3 (0,2%)    |
| Азијати           | 318 (27,4%) | 547 (31,5%) |
| Хиспаноамериканци | 193 (16,7%) | 274 (15,8%) |
| Укупно            | 1.159       | 1.734       |